# Abbaye Sainte-Marie de Jau
L'abbaye Sainte-Marie de Jau  ainsi désignée à partir du XVe siècle (anciennement Sainte Marie de Clariane ou Clariana de Jau) est une abbaye cistercienne ruinée située au col de Jau, sur la commune française de Mosset, dans les Pyrénées-Orientales.  Les auteurs de Catalunya Romanica rejoignent le point de vue de Bernard Alart selon lequel l'abbaye avait été fondée par les cisterciens de l'abbaye Notre-Dame d'Ardorel (diocèse d'Albi) en 1162. Mais d'autres auteurs constatant la présence des bénédictins de l'Ardorel en divers lieux et notamment à l'abbaye Saint-Sauveur de Sira, près de Thuir depuis 1149, supposent qu'une situation similaire peut avoir existé à Clariana (Montagne du col de Jau). Des moines bénédictins de Saint-Sauveur-de-Sira auraient donc fondé l'abbaye en 1147 puis y auraient adopté les us de Citeaux à partir de 1162.

## Situation géographique
C'est sur la montagne du col de Jau que fut fondée cette abbaye en un lieu où il y avait autrefois une « magnifique forêt » selon l'historien Bernard Alart et où l'on n'aperçoit plus aujourd'hui que des pentes dénudées. Il est possible de s'en faire une idée d'après ses derniers vestiges qui occupent le lieu-dit de « la Moline » et couvrent toute la rive droite de la rivière la Castellane face aux ruines de l'abbaye. Elle était encore presque intacte en 1856 date à laquelle elle commença à être abattue. Les moines de Clariana (lieu-dit de l'abbaye de Jau) comme ceux de Menthon dans les Alpes au XIe siècle choisirent très certainement ce lieu reculé pour sa quiétude. Ce choix leur permettait également de porter secours et assistance aux pèlerins et voyageurs qui empruntaient le passage difficile du col de Jau (1 513 mètres). Un passage « si souvent perdu dans les tourbillons de neige; cette porte du mauvais temps » comme l'a écrit Bernard Alart qui constituait une voie naturelle de pénétration entre l'Aude et le Conflent. Il existait en effet un chemin royal partant de Prades à Roquefort-de-Sault mais la route moderne ne suit que rarement l'ancien tracé emprunté par les muletiers.

## Histoire
C'est par un acte du 1er août 1162 que l'évêque d'Elne, Artald III, et le seigneur Arnau de Mosset, conviennent de soumettre la communauté monastique de Sainte-Marie de Jau à l'abbaye d'Ardorel du diocèse d'Albi. L'abbaye d'Ardorel est elle-même une filiale de celle de Pontigny, l'une des quatre filles de Cîteaux, fondée en 1114.
L'abbaye de Jau reçut à sa fondation et par la suite d'importantes dotations non seulement en Conflent mais aussi dans la plaine du Roussillon.
Le monastère possédait diverses granges depuis le début du XIIIe siècle dont celle de Cavanach sur le territoire de Calce, lieu connu aujourd'hui sous le nom de « château de Jau » ou « domaine de Jau », sur la rive gauche de l'Agly entre Estagel et Cases-de-Pene. 
Deux autres granges étaient situées l'une à Millas connue sous le nom de « manse de Saint Martin » laquelle avait été achetée aux bénédictins de Saint-André-de-Sorède (église Saint-André-de-Sorède); l'autre à Ille-sur-Têt. Cette dernière située en face de l'église Sainte-Marie-la-Rodona est documentée depuis 1236. Elle disposait d'une chapelle et de nombreux fonds de terre. 
L'abbaye est alors à son apogée ainsi que le prouve la documentation qui fait état d'un personnel claustral spécialisé (abbé, prieur, cellerier, sacristain, divers grangiers) outre les frères conventuels et même quelques donats (oblats séculiers qui s'offraient à la communauté conventuelle ainsi que leurs biens mais ne prononçaient pas les vœux monastiques). Les legs pieux abondent alors en faveur du monastère réputé pour ses rigueurs du moins si l'on en croît le troubadour roussillonnais, Pons d'Ortafa qui dans une de ses œuvres poétiques déclare vouloir se retirer dans le désert des moines de Jau (d'Anjau). 
C'est très tôt, dès le XIIIe siècle, que commence la décadence de l'abbaye Sainte-Marie de Jau  décrite en détail par Vincent Ferras (Op.cit) lequel a eu accès aux archives des Chapitres Généraux de l'Ordre que Bernard Alart n'avait pu consulter. Les abbés de Sainte-Marie de Jau invoquent alors la nécessité de maintenir l'office divin pour refuser de se rendre au Chapitre Général annuel se tenant à l'abbaye mère de Citeaux, dans le diocèse de Dijon. La crise de recrutement devient telle qu'elle conduit même en 1229 à ne pas pouvoir procéder à l'élection d'un nouvel abbé. Le Chapitre Général de l'Ordre de 1230  envisage alors la suppression provisoire de l'abbaye et sa conversion en simple grange. L'abbé Bernard Ier nouvellement élu apparaît ès qualités dans un acte de vente à l'hôpital d'Ille-sur-Têt du 15 des calendes de 1236. En 1239, la crise de recrutement n'étant toujours pas vraiment surmontée, le Chapitre Général étudie alors la possibilité du transfert de l'abbaye de Jau en un autre lieu. En 1244, le Chapitre Général s'inquiète du malaise entre la communauté et son abbé sans doute lié à ce problème. Il décide donc en 1245 d'accepter le principe du transfert mais celui-ci n'est toujours pas effectif en 1247 puisque cette année-là il est encore question de visiter le lieu pressenti. En 1271, l'autorité du nouvel abbé, Pierre Ier semble suffisante pour le faire nommer par le Chapitre Général afin de régler un grave démêlé entre l'abbé de Valbonne et l'abbesse de l'Eule.   
Les archives des Chapitres Généraux de l'Ordre se taisent sur la période comprise entre 1273 et 1470. Il faut donc recourir aux archives locales étudiées par Bernard Alart.  
Dans la seconde moitié du XIVe siècle, de graves dissensions dont on ignore les motifs, surgissent entre les moines et leur abbé, Bertran (1359-1373). De nouveaux différends opposent en 1404 l'abbé Antoine II, ancien grangier du Manse de Saint-Martin, lequel déclare dans un notule du notaire Bernardi Borga avoir des "ennemis mortels et malveillants" dans l'abbaye et devoir pour cette raison transférer sa résidence à Ille-sur-Têt. Celui-ci est néanmoins contraint de résigner sa dignité d'abbé. Cette succession d'évènements malheureux parmi d'autres contribua à accélérer la décadence du monastère. En 1400, le couvent ne se composait que de quatre frères ayant voix au chapitre. En janvier 1471, les biens de l'abbaye sont mis sous séquestre par ordre de Louis XI alors que son abbé, Marc Coma, avait pris fait et cause pour le roi Jean II d'Aragon. Mais ils lui sont restitués peu après, en mars 1471.   
À partir de cette époque, toute trace de vie monastique disparaît des archives. Cependant l'administration des biens de l'abbaye est toujours confiée à un abbé appartenant à l'ordre de Cîteaux et ceci jusqu'à la nomination du premier abbé commendataire, Alexandre de Rocaberti, en 1519. Dans la liste des abbés commendataires figure le nom de Joseph Xaupi, décédé à Paris en 1778, qui s'illustra dans la fameuse affaire relative à la noblesse des bourgeois honorés de Perpignan. Il était entré en possession de l'abbaye le 22 juillet 1706. Le trisaïeul de l'abbé Joseph Xaupi, Miquel Xaupi, avait acquis la propriété du domaine de Jau entre Estagel et Cases-de-Pene et fort de cette acquisition s'était octroyé le titre de « baron de Jau ». Son successeur, en 1802, fut Arnaud Ferdinand de Laporte, évêque de Carcassonne. Il est aussi le dernier abbé commendataire de l'abbaye Sainte-Marie de Jau.

## Architecture
Les archives laissent entendre que le monastère fut plusieurs fois réparé en 1405, 1489, et 1589. Au XVe siècle, une cloche fut suspendue à son clocher. L'église abbatiale existait encore au XVIIIe siècle.
Au XIXe siècle, on n'apercevait plus que les ruines de l'abbaye dont Bernard Alart écrit en 1857 : « Nous n'avons aucune description de l'ancien monastère, et l'on peut à peine en reconnaître les parties principales au milieu des décombres et des débris informes qui occupent aujourd'hui la place ». « Tout est désert et silencieux dans cet asile de prière, que ces solides remparts n'ont pu sauver ; mais ces ruines émeuvent encore la pensée. Les forêts séculaires qui les entouraient, et dont la religieuse solitude avait attiré les disciples de Citeaux, ont succombé sous la hache moderne ; ces pierres aussi serviront sans doute à paver un jour la route du col de Jau, et tout ce qui restera de l'abbaye se réduira peut-être à ces souvenirs qui, hélas! ne sont que des fragments recueillis dans les débris de nos archives ».
Les bâtiments conventuels n'ont pas été respectés comme le pressentait Bernard Alart. La route actuelle, construite en 1878 pour le tronçon partant de l'abbaye à Mosset, et en 1892 pour le tronçon partant de l'abbaye au col de Jau, traverse la zone archéologique sans égard pour ces lieux vénérables chargés d'histoire. 
Selon les auteurs de l'encyclopédie catalane Catalunya Romanica, l'extension  des bâtiments conventuels est bien plus grande qu'il n'y paraît à première vue en contemplant leurs ruines.

## Filiation et dépendances
Sainte-Marie de Jau est fille de l'abbaye Notre-Dame d'Ardorel. Dès sa fondation elle reçoit d'importantes dotations sur Conflent, la plaine du Roussillon et possède diverses granges dont :
- celle de Cavanach sur le territoire de Calce sur la rive gauche de l'Agly entre Estagel et Cases-de-Pene, encore connue aujourd'hui comme « château de Jau » ou « domaine de Jau »,
- celle de Millas connue sous le nom de « manse de Saint Martin » achetée aux bénédictins de Saint-André-de-Sorède;
- celle de Ille-sur-Têt située en face de l'église Sainte-Marie-la-Rodona, connue dès 1236, qui disposait d'une chapelle.